# Expert Infantryman Badge

Expert Infantryman Badge

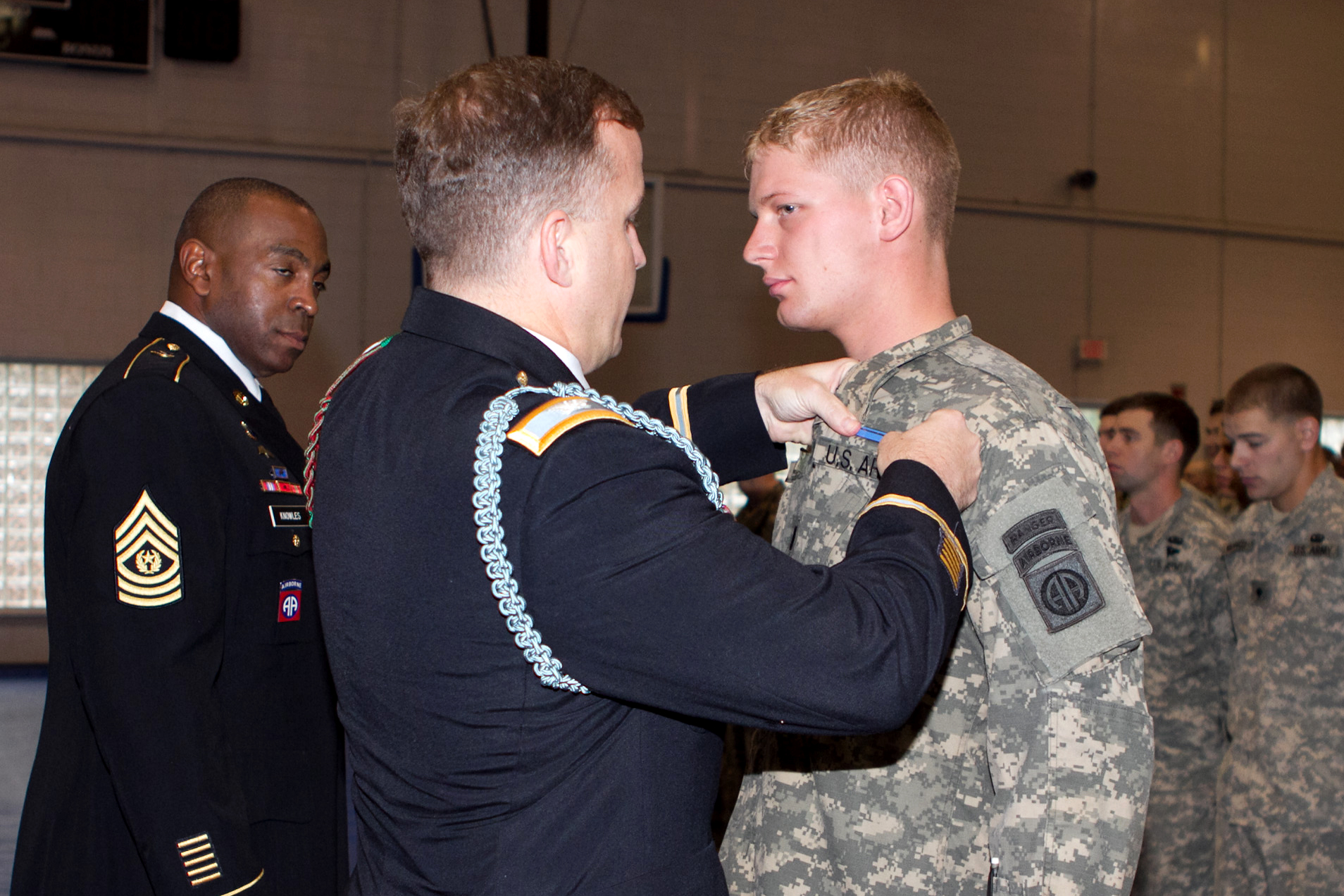
Auszeichnung eines Soldaten mit dem Expert Infantryman Badge

Deutscher Soldat auf dem Truppenübungsplatz Grafenwöhr beim 12-Meilen-Marsch für Expert Infantryman Badge

Das Expert Infantryman Badge (EIB) ist ein spezielles Fähigkeitsabzeichen der United States Army. Das EIB wurde zusammen mit dem Combat Infantryman Badge (CIB) im November 1943 per Erlass geschaffen. Derzeit wird es an Angehörige der US-Armee verliehen, die über eine militärische Spezialisierung im Bereich Infanterie oder Special Forces verfügen, mit Ausnahme von Soldaten mit der Spezialisierung „Special Forces Medical Sergeant (18D)“. Um den EIB zu erhalten, muss der Soldat eine Reihe von Voraussetzungen erfüllen und eine Reihe von abgestuften Tests über grundlegende infanteristische Fähigkeiten bestehen.
Soldaten, denen sowohl das EIB als auch das CIB verliehen wurde, sind nicht berechtigt, beide Abzeichen gleichzeitig zu tragen. In solchen Fällen kann der Empfänger nach den Heeresvorschriften wählen, welches Abzeichen er tragen möchte. Ein ähnliches Abzeichen gibt es für medizinisches Personal, das Expert Field Medical Badge (EFMB). Im Jahr 2017 wurde über ein ähnliches Abzeichen für Soldaten ohne Infanterie-, Sanitäts- oder Spezialausbildung diskutiert, und 2019 führte die US Army das Expert Soldier Badge für Soldaten ein, die nicht für EIB und EFMB in Frage kommen.
Das EIB ist ein silbernes und emailliertes Abzeichen, das aus einem 76 mm breiten, rechteckigen Stab mit einem infanterieblauen Feld besteht, auf dem eine Springfield Arsenal Muskete, Modell 1795, abgebildet ist. Obwohl es in Namen und Aussehen dem Combat Infantryman Badge (CIB) ähnelt, ist es eine völlig andere Auszeichnung. Während das CIB an Infanteriesoldaten für die aktive Teilnahme am Bodenkampf gegen feindliche Truppen verliehen wird, wird das EIB für die Absolvierung eines Prüfungskurses verliehen, bei dem Fähigkeiten der Infanterie nachgewiesen werden müssen.
Soldaten ausländischer Streitkräfte werden oft eingeladen, an der EIB-Prüfung teilzunehmen, wenn Einheiten in Übersee oder im Gastland sind. Zu den Ländern, die an der EIB teilgenommen haben, gehören z. B. Deutschland, Bosnien, Südkorea und Polen.

## Prüfung
in den 2020er Jahren müssen Kandidaten die folgenden Voraussetzungen erfüllen:
- Jeder Kandidat (unabhängig von Geschlecht und Alter) muss 49 Liegestütze und 59 Sit-ups absolvieren und einen 4-Meilen-Lauf in höchstens 32 Minuten beenden.
- Absolvierung eines Tag- und eines Nachtkurses zur Landnavigation innerhalb eines bestimmten Zeitrahmens.
- Erwerb einer „Experten“-Qualifikation für die zugewiesene Waffe, in der Regel eine M16/M4; im Falle von Mörserschützen ist eine Expertenqualifikation für den Mörser eine zusätzliche Anforderung.
- Absolvierung eines 12-Meilen-Marsches zu Fuß mit M4 und 35 Pfund Last + zusätzlicher Ausrüstung (insgesamt bis zu 70 Pfund) innerhalb von drei Stunden.

Es werden weiter Prüfungen mit einzelnen Aufgaben durchgeführt, die mit bestanden/nicht bestanden („GO“/„NO GO“) bewertet werden. Es gibt etwa 30–35 Prüfungs-Stationen. Die Kandidaten müssen jede Station bestehen; wenn sie beim ersten Versuch ein „NO GO“ erhalten, haben sie eine Chance, die Prüfung zu wiederholen. Ein zweites „NO GO“ an einer beliebigen Station bedeutet ein Nichtbestehen der gesamten Testphase. In der Regel gibt es mehrere Stationen in allen folgenden Bereichen in den 2020er Jahren, weniger verbreitete/ausgefallene Aufgaben in Kursivschrift:
- Erste Hilfe
- Chemische, biologische, radiologische, nukleare (CBRN) Verfahren
- Feueranforderung (indirektes Feuer), CAS (Luftnahunterstützung) und Nahkampfangriff
- Techniken für die Bewegung unter Beschuss, Tarnung, Handzeichen, Entfernungseinschätzung und Meldung von Kontakten an ein höheres Hauptquartier
- Kommunikation: Beherrschung von ASIP, SINCGARS, MBITR oder PRC-152 Feldfunkgeräten und -verfahren
- Kartenlesen: Geländeerkennung, Topografie, Verwendung von militärischem GPS
- Waffenkenntnisse: Laden, Entladen, Durchführen von Funktionsprüfungen, Räumen, Beheben von Fehlfunktionen usw. für M9, M16/M4, M203, M249, M240B, M60, M2, Mk19, AT4, Javelin; Einsatz von Handgranaten, Claymore und Panzerabwehrminen
- Beherrschung von Nachtsichtgeräten
- Beherrschung des Zielfernrohrs